# Docteur (titre)
Pour les articles homonymes, voir Dr, Doc et Docteur.
Le titre de docteur est décerné aux titulaires du grade universitaire de doctorat. Le terme de docteur vient du verbe latin docēre qui signifie « enseigner » car le diplôme permettait d'enseigner dans les facultés de droit, de médecine et de théologie des universités du Moyen Âge, alors que le diplôme de licence (licencia docendi) ne permettait d'enseigner que dans les collèges de la faculté des arts (nos actuels lycées). Le titre de docteur est ainsi utilisé comme titre académique depuis plus d'un millénaire en Europe.
Placé avant le nom, le mot docteur joue la fonction de civilité, fait alors partie du nom propre, et porte de ce fait une majuscule (par exemple « Docteur Martin »). L'abréviation est (Dr).
Dans le monde anglo-saxon, le titre de docteur est aussi porté par les titulaires du grade de Juris Doctor, ainsi que par les titulaires d’un diplôme de PhD (Philosophiæ Doctor) quelle qu’en soit la spécialité.

## Règles d'usage selon les pays

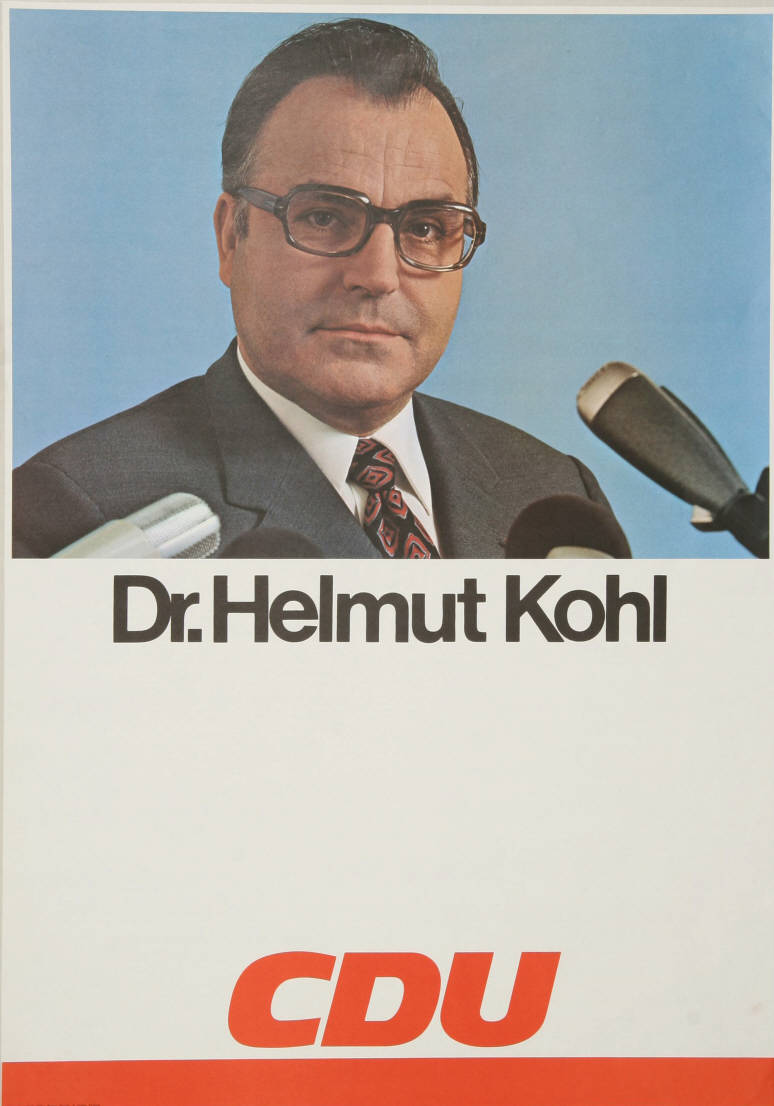
Affiche électorale en faveur de Helmut Kohl, dont le nom est précédé du titre de Dr. (Doktor)

### Allemagne
En Allemagne, le titre de docteur (Doktor) est porté avant le nom comme civilité par toute personne titulaire d'un doctorat, quelle que soit la discipline. Par exemple, on parle du Docteur Helmut Kohl, parce qu'il est titulaire d'un doctorat de science politique.

### France
Dans la législation française, le terme « docteur » renvoie à un titre universitaire et il est, à ce titre, réservé à ceux qui sont titulaires d'un diplôme national de doctorat. Il peut être librement utilisé par ses titulaires,. La Cour de cassation rappelle en 2009 que nier la qualité de docteur à une personne titulaire d'un diplôme de doctorat relève de la diffamation,. On trouve parfois encore l'affirmation contraire.
Néanmoins, en France, certains diplômes ouvrent droit au titre de docteur sans en accorder le grade universitaire,. Parmi ceux-ci, le titre de docteur fut d'abord d'abord réservé aux titulaires du diplôme d'État de docteur en médecine avant d'être élargi aux titulaires de diplômes d'État de docteur d'autres disciplines de santé. Ces professionnels sont tenus de préciser leur spécialité : médecine générale, neuropsychiatrie, cardiologie, chirurgie dentaire, vétérinaire, pharmacie.[réf. souhaitée]
De 1953 à 2005, la législation réprime spécifiquement l'usurpation du titre de docteur en médecine ou en chirurgie dentaire,. Après radiation de leur ordre professionnel, l'usage du titre de docteur est interdit aux médecins, pharmaciens et chirurgiens-dentistes dans le cadre de leurs activités professionnelles ou associatives.

### Belgique

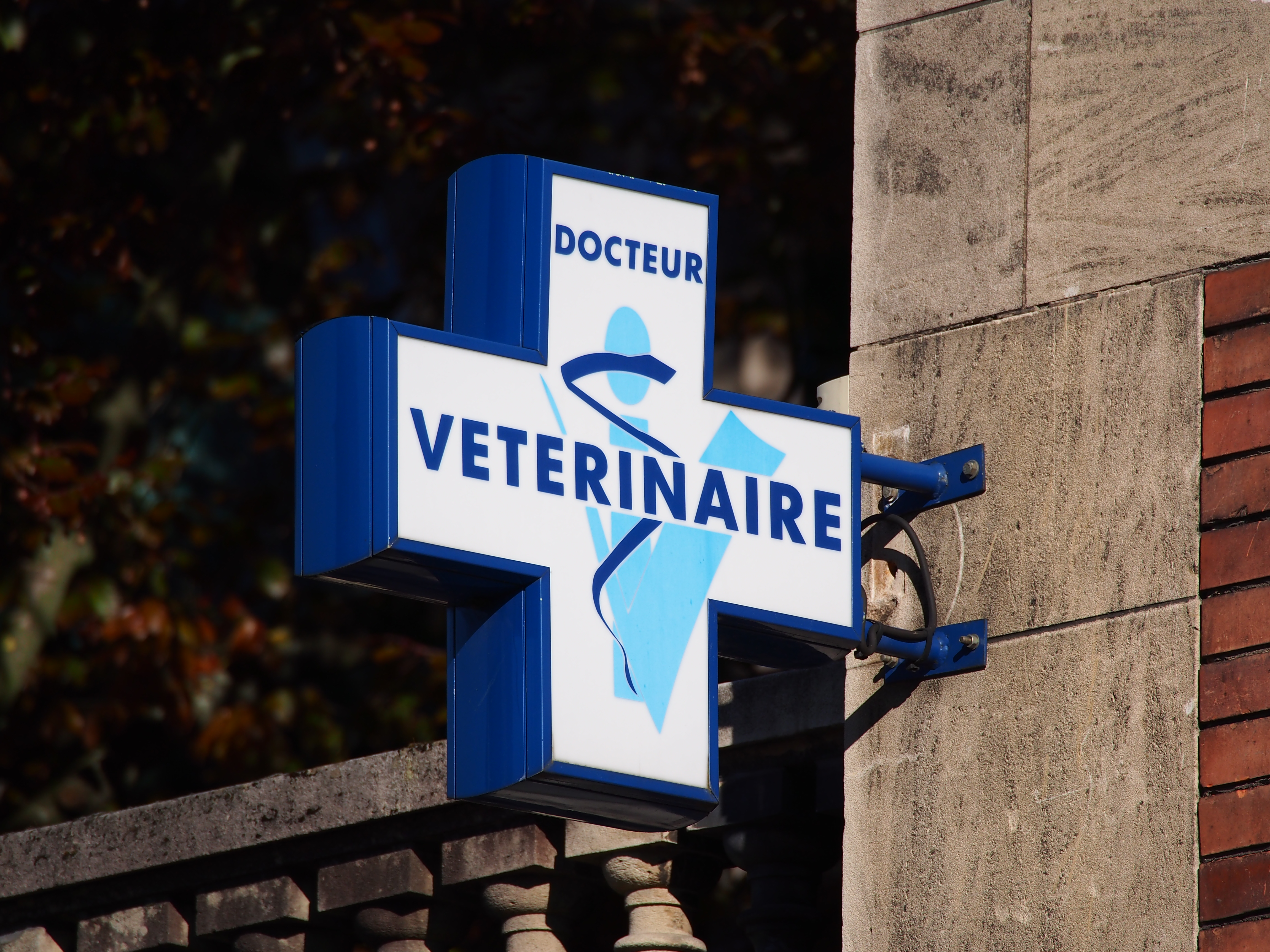
Enseigne lumineuse de « Docteur vétérinaire »

Attendu que le Décret de Bologne de la Fédération Wallonie-Bruxelles, en date du 31 mars 2004, s’inscrit dans le Processus de Bologne d’harmonisation européenne de l’Enseignement Supérieur, les considérations et les décisions de justice présentées ci-dessus pour la France  s’appliquent également à la Belgique, dès lors qu’il s’agit de jurisprudence fondée sur une législation européenne. Par conséquent, le titre de docteur est réservé en première intention au seul détenteur d’une thèse de doctorat de 3e cycle, quelle que soit la discipline.
Toutefois, une spécificité belge existe, comme en témoigne l’article de la revue médicale Le Spécialiste du 1 février 2018 intitulé : « Un médecin peut-il encore être appelé docteur ? ». Cet article souligne que les détenteurs d’un master ou d’un master de spécialisation en médecine ont tout de même le droit de porter le titre de docteur en médecine, mais qu'il s'agit désormais d'un titre professionnel et non plus d'un titre académique, comme précisé page 66 de l’Annexe II dudit décret. Cette annexe répertorie les titres professionnels, octroyés par certains diplômes de master, pouvant suivre le nom du titulaire : Dupont, Architecte, Ingénieur de gestion, Docteur en médecine, Docteur en médecine vétérinaire, Pharmacien, Actuaire, Kinésithérapeute, Bioingénieur ou Ingénieur civil.

### Suisse
La Faculté de droit de l'Université de Genève utilise le terme de « docteur en droit » en 2016 pour désigner le grade à obtenir lors d'une soutenance de thèse,.

### Canada
Au Québec, l'usage du titre de docteur avant le nom est réservé à certaines professions de santé : dentistes, médecins, optométristes et vétérinaires.

#### Canada francophone
- L’Office québécois de la langue française a émis un avis concernant l’utilisation de l’appellation de docteur :

« Toute personne qui a réussi un programme de doctorat universitaire a le droit de porter le titre de docteur. Toutefois, une récente modification apportée au Code des professions en précise les règles. Le membre d'un ordre professionnel dont le diplôme de doctorat est requis pour la délivrance du permis d'exercice, ou du certificat de spécialité, a le droit d'utiliser le titre de docteur ou l'abréviation du titre avant son nom, mais à la condition d'indiquer immédiatement après son nom le titre réservé aux membres de l'ordre (par exemple, Docteur Pierre Roy, chiropraticien). Celui ou celle dont le diplôme de doctorat n'est pas requis pour la délivrance d'un permis d'exercice peut porter le titre de docteur, mais seulement après son nom et son titre professionnel (par exemple, Colette Paradis, inf., docteure en biologie). Le titre de docteur peut être utilisé sans restriction par les médecins, les dentistes et les vétérinaires.
Au Québec, comme partout ailleurs en Amérique du Nord, le premier grade en médecine est appelé doctorat, mais il n'en demeure pas moins un grade de premier cycle. Les programmes de doctorat de troisième cycle sont sanctionnés par le grade de Philosophiae Doctor (Ph.D.), ou de docteur selon le cas. »

— Grand dictionnaire terminologique, article docteur.
Article 58.1 du Code des Professions.
Un professionnel qui utilise le titre de « docteur » ou une abréviation de ce titre ne peut le faire que s'il respecte les conditions prévues dans l'un ou l'autre des paragraphes suivants :
1. Immédiatement avant son nom, s'il est détenteur d'un diplôme de doctorat reconnu valide pour la délivrance du permis ou du certificat de spécialiste dont il est titulaire, par règlement du gouvernement édicté en vertu du premier alinéa de l'article 184, ou d'un diplôme de doctorat reconnu équivalent par le Conseil d'administration de l'ordre délivrant ce permis ou ce certificat, et s'il indique immédiatement après son nom un titre réservé aux membres de l'ordre ;
2. Après son nom, s'il fait suivre ce titre ou cette abréviation de la discipline dans laquelle il détient tout doctorat.

Ceci n'est pas sans poser de problème potentiel puisque les doctorats qui permettent de porter le titre de « Dr » ne sont pas clairement identifiés contrairement à ce qui se passe en Ontario par exemple. Par conséquent un doctorat d'exercice d'une durée de 3 ans pourrait suffire à porter le titre de « Dr » si ce doctorat constituait une exigence afin d'intégrer un ordre professionnel. Un ordre professionnel pourrait très bien décider de modifier l'intitulé d'un diplôme nécessaire afin d'intégrer l'ordre. Par exemple un Bac en X. deviendrait un Doctorat en X., qui constituerait désormais le diplôme requis afin d'intégrer l'ordre X. (le niveau d'étude n'a pas changé, seul l'intitulé du diplôme l'a été). Parmi les doctorants les plus célèbres du Canada, certains œuvrent en radio ou dans les médias pour offrir des chroniques dans un nombre varié de sphères informationnelles qui requièrent des études supérieures poussées autre que la science, comme la médecine, la sociologie, la géophysique. Le vocable est d'ailleurs utilisé pour le docteur Christiane Laberge, le Docteur Pierre Mailloux ou, au Saguenay Lac St-Jean, le docteur Dominick Fortin (populaire animateur de radio de Radio X). Dans certains cas, les connaissances sont reconnues par les pairs par un doctorat honoris causa, pour reconnaître cet apport.
Au Québec comme en Ontario, l'utilisation avant leur nom du titre de Docteur (Dr) par les naturopathes, bien que répandu, est tout à fait illégal. Les professionnels ayant droit d'utiliser le titre de Dr sont explicitement listés. Le fait que le diplôme ou l'accréditation des naturopathes (qui n'a parfois rien d'officiel) se nomme « Docteur Naturopathe » ou « Naturopathic doctor », etc., ne rend pas l'utilisation du titre légale. L'esprit de la loi est de réserver le titre de Dr à un certain nombre de professionnels qui possèdent une expertise et un savoir important dans leur discipline (une formation de 3e cycle en psychologie type D.Psy. / Ph.D. ou bien de 1er cycle en médecine et sciences de la santé M.D., D.M.D, etc., ce qui correspond au strict minimum selon les disciplines à 5 années d'études).

#### Canada anglophone
Tout comme aux États-Unis, beaucoup de professionnels utilisant le titre de Dr, indiquent en suffixe l'intitulé de leur doctorat (MD, DPs, PhD, DO, etc.) bien que cela soit incorrect puisque cela revient à indiquer deux fois que la personne possède un doctorat.
Contrairement à ce qui se passe aux États-Unis, il est d'usage au Canada de nommer une personne par son titre de Dr uniquement lorsqu'elle a effectivement terminé son programme doctoral et non lorsqu'elle est considérée comme « candidat avancé ». Cependant, il est fréquent que des internes en psychologie soient appelés « docteurs » même s'ils n'ont pas terminé leur formation. Ceci peut s'expliquer par le fait qu'il peut être difficile pour le grand public de comprendre qui doit être appelé comment et quand : un étudiant en médecine termine son doctorat de premier cycle en 5 ans, il peut dès lors être appelé « docteur », mais n'est pas encore médecin au sens strict puisqu'il doit terminer sa résidence médicale pour cela. À l'inverse, l'étudiant en psychologie qui effectue son doctorat de troisième cycle en psychologie (par ailleurs le plus long des doctorats d'exercice) ne sera psychologue que lorsqu'il sera membre du collège des psychologues de sa province ce qui implique d'avoir terminé son doctorat. Théoriquement, il ne peut donc pas avant cela être appelé « docteur ».

### États-Unis
Aux États-Unis, le titre de Dr est utilisé par les titulaires d'un diplôme de docteur. Le stade de « candidat au doctorat » (« Ph.D. Candidate ») avancé signifie que le candidat a satisfait aux épreuves écrites et orales du diplôme doctoral recherché, bien avant la soutenance de thèse (« defense »). Ces épreuves sont administrées sur plusieurs jours : épreuves écrites, avec l'aide autorisée de tiers, lues et corrigées par les jurés de thèse (« dissertation ») puis une épreuve orale (la soutenance). Le jury soumet au candidat des questions orales relatives à ses écrits. Des félicitations peuvent être émises par les jurés sur la prestation orale du candidat. Selon certains, le candidat porte dès ce moment le titre de « Dr » ainsi que le montrent les correspondances académiques et professionnelles qu'il reçoit. Selon d'autres, et plus couramment, le candidat doit attendre la soutenance avant de pouvoir utiliser le titre de Dr. Il est mentionné en préfixe (par exemple Dr John Smith). Les Américains mentionnant également leur diplôme en suffixe, on trouve souvent les lettres Ph.D. pour philosophiæ doctor (par exemple Dr John Smith, Ph.D. ou John Smith, Ph.D.), MD pour Doctor of Medicine, PsyD pour Doctor of Psychology (par exemple Dr John Smith, MD ou John Smith, MD).

## Forme féminine du titre
En langue anglaise, le terme est de genre neutre (Doctor) et la question de la féminisation du titre ne se pose pas. Dans les pays de langue française, en Europe, en Amérique du Nord et en Afrique, les titulaires du titre utilisent selon leur sensibilité Docteur, Docteure ou Doctoresse.

### En France
En 1890, Sarmiza Bilcesco lors de sa soutenance de doctorat en droit à la Faculté de droit de Paris est désignée comme « Doctoresse en droit ».
En 1984 et en 2014, l'Académie française préconise d'utiliser la forme masculine du titre « docteur » pour désigner les titulaires des deux sexes, et de différencier le nom commun, « docteur » pour les hommes, « doctoresse » pour les femmes.
Depuis 1986, la forme « docteure » est proposée à la place de « doctoresse » par la Commission de féminisation des noms de métiers et fonctions, créée en 1984 par Yvette Roudy, ministre des droits de la femme, et présidée par Benoîte Groult. Cette innovation est reprise dans la Circulaire ministérielle du 11 mars 1986 relative à la féminisation des noms de métiers, grades et titres qui constate l'accès de femmes à de nombreux métiers et demande aux différentes administrations publiques « de traduire cette évolution dans le vocabulaire », en particulier dans leur correspondance et dans les différents documents qu'elles produisent. À cet effet, elle recommande d'utiliser le rapport de la Commission de féminisation des noms de métier et de fonctions, donné en annexe de la circulaire. Il y est remarqué deux fois, et à tort, que le suffixe féminin « -esse » n'est plus utilisé en français moderne et recommandé pour les noms masculins terminés en « -teur » de les féminiser en « -teuse » « si le « t » appartient au verbe de base », et en « -trice » si le « t » n'apparient pas au verbe de base, mais lorsque la forme « -trice » n'est pas aujourd'hui acceptée, il est conseillé d'employer un féminin identique au masculin, par exemple une auteur.
La Circulaire du 6 mars 1998 relative à la féminisation des noms de métier, fonction, grade ou titre, constate que la précédente circulaire, bien que n'ayant pas été appliquée par les administrations, n'a pas été abrogée, et décide « de poursuivre le mouvement » « afin que la féminisation des appellations professionnelles entre irrévocablement dans les mœurs », et « pour accélérer l'évolution en cours » charge la Commission de terminologie et de néologie d'étudier la question et à l'Institut national de la langue française de recenser les usages dans les pays francophones et de faire des recommandations dans un guide qui a été publié l'année suivante à la La Documentation française. Ce guide constate à sa page 14 que le terme doctoresse a été utilisé dès le Moyen Âge pour désigner non pas une femme qui soigne mais une femme qui enseigne la doctrine et une femme de lettres. Dans ses recommandations, elle indique à sa page 25 que la forme doctrice est « morphologiquement régulière et attestée », bien qu'elle ne soit plus acceptée en 1999, et que les formes docteur ou docteure sont aussi acceptables, ainsi que la forme doctoresse encore en usage.

### En Suisse
En Suisse romande, pays des Suissesses, doctoresse (et l'abréviation Dresse) ne sont plus en vigueur dans le langage égalitaire et doivent être abandonnées. Il convient de dire Docteure (abréviation Dre, Dre)

### En Belgique
Les deux formes une doctoresse ou une docteur sont recommandées par le gouvernement de la Communauté française en Belgique.